# Jun’ichirō Koizumi
Jun’ichirō Koizumi (jap. 小泉 純一郎 Koizumi Jun’ichirō; ur. 8 stycznia 1942 w Yokosuce) – japoński polityk, premier Japonii od 26 kwietnia 2001 do 26 września 2006.

## Życiorys
Jest absolwentem Uniwersytetu Keiō, gdzie studiował nauki ekonomiczne. Uczęszczał także do University College London.
Jest członkiem Partii Liberalno-Demokratycznej. Od 1972 roku parlamentarzysta. W latach 1992–1993 był ministrem poczty i telekomunikacji w rządzie premiera Ki’ichiego Miyazawy. Trzykrotnie sprawował funkcję ministra zdrowia w rządach Noboru Takeshity, Sōsuke Uno (1988–1989) i Ryūtarō Hashimoto (1996–1998). 26 kwietnia 2001 roku został powołany na 56. premiera Japonii.
W 2006 roku ogłosił swoje odejście ze stanowiska szefa rządu. Na jego następcę i szefa PLD wybrano Shinzō Abe. Zmiana na stanowisku premiera nastąpiła dnia 26 września 2006 roku.
Jest miłośnikiem Elvisa Presleya.